# إيما جورج
إيما جورج (بالإنجليزية: Emma George) هي القافزة بالزانة أسترالية، ولدت في 1 نوفمبر 1974 في Beechworth ‏ في أستراليا.

## وصلات خارجية
- إيما جورج على موقع الاتحاد الدولي لألعاب القوى (الإنجليزية)
- إيما جورج على موقع النتائج التاريخية لألعاب القوى الأسترالية (الإنجليزية)
- إيما جورج على موقع أوليمبيديا (الإنجليزية)
- إيما جورج على موقع اللجنة الأولمبية الأسترالية (الإنجليزية)
- إيما جورج على موقع اتحاد ألعاب الكومنولث (مؤرشف) (الإنجليزية)